# 鼻甲
鼻甲是指鼻腔内侧壁上卷曲的薄质骨板。共有3对，由上而下分為上鼻甲、中鼻甲、下鼻甲。下鼻甲位于鼻腔侧壁的最下方，由下鼻甲骨覆盖粘膜构成。中鼻甲位于上、下鼻甲之间。上鼻甲位于中鼻甲的上方。